# Akam
Sunny Dhinsa (Abbotsford, Columbia Británica, 20 de mayo de 1993) es un luchador profesional y exluchador amateur canadiense. Es conocido por haber trabajado para la empresa estadounidense WWE, donde se presentó bajo el nombre de Akam y fue miembro de Authors of Pain.
Entre sus logros, todos obtenidos con su compañero Rezar, destaca un reinado como Campeón en Parejas de Raw, otro como Campeón en Parejas de NXT, y la victoria del Dusty Rhodes Tag Team Classic de 2016.

## Primeros años y carrera como luchador amateur
Nació en Abbotsford, Columbia Británica de padres sijes,  Dhinsa asistió a la Simon Fraser University donde fue un luchador colegiado destacado. Él fue el campeón nacional canadiense en 2011, 2012 y 2013 en la categoría pesada. Ganó una medalla de oro en la categoría de 115 kg en los Juegos de Verano de Canadá 2009 y una medalla de plata en los Juegos Panamericanos de Guadalajara en México. Dhinsa compitió en el torneo de la calificación para los Juegos Olímpicos de Verano 2012, perdiendo en la calificación después de perder ante Dremiel Byers. Él estaba considerando participar en los Juegos Olímpicos de Río de Janeiro 2016 pero dejaría la lucha olímpica después de que se le ofreciera un contrato con WWE en 2014, Habiendo sido elegido para la compañía por Gerald Brisco.

## Carrera como luchador profesional

### WWE (2014-2020)

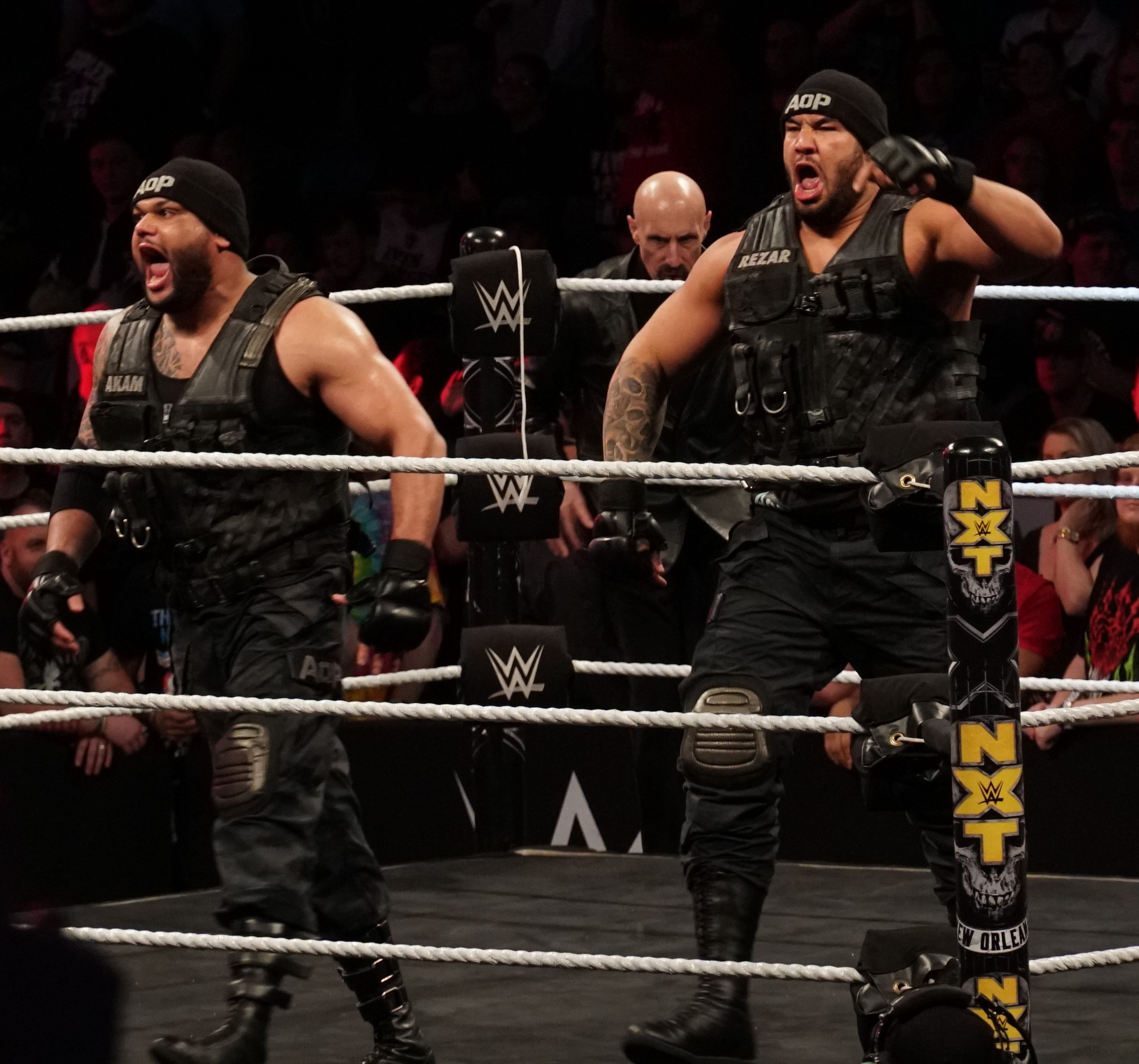
Akam (izquierda) y Rezar (derecha) con Paul Ellering (atrás, en el borde del ring) en abril de 2018.

En octubre de 2014, se informó que Dhinsa había firmado un contrato con la WWE y comenzaría a entrenar para convertirse en luchador profesional en el WWE Performance Center. Hizo su debut en el ring en un house show de NXT en Orlando, Florida, el 4 de abril de 2015, compitiendo en una battle royal, que fue ganada por Scott Dawson. En febrero de 2016, Dhinsa había formado un equipo con Gzim Selmani, y se hicieron conocidos como Authors of Pain en abril de 2016.
Dhinsa y Selmani (anunciados como Akam y Rezar) hicieron su debut televisado en NXT el 8 de junio de 2016 en NXT TakeOver: The End; Después de la lucha por el Campeonato en Parejas de NXT, atacaron a los ex campeones American Alpha (Chad Gable & Jason Jordan) antes de que se les uniera en el escenario el veterano mánager Paul Ellering. El dúo tuvo un empuje durante su paso por NXT, ganando el Dusty Rhodes Tag Team Classic, luego de derrotar a TM-61 en NXT TakeOver: Toronto y ganar en NXT TakeOver: San Antonio el Campeonato en Parejas de NXT cuando derrotaron a #DIY. El dúo retuvo los títulos en NXT TakeOver: Orlando (al derrotar a #DIY y The Revival en una triple threat elimination match al eliminar a ambos equipos) y NXT TakeOver: Chicago (al derrotar a #DIY) en una lucha de escaleras para retener los títulos. El dúo se volvió face en la edición del 9 de agosto de NXT después de ser atacado por SAnitY. En NXT TakeOver: Brooklyn III, Authors of Pain perdieron los títulos ante SAnitY en NXT TakeOver: WarGames, Authors of Pain y Roderick Strong compitieron en una WarGames Match de 3 equipos que fue ganada por The Undisputed Era. En NXT TakeOver: Philadelphia, Authors of Pain consiguió una revancha pero no pudo recuperar los títulos. En NXT TakeOver: New Orleans, Authors of Pain compitió en una lucha por equipos de Triple amenaza por el Campeonato en Parejas de NXT y el trofeo del Dusty Rhodes Tag Team Classic que fue ganado por The Undisputed Era (Adam Cole y Kyle O'Reilly).
En el episodio del 9 de abril de Raw, Authors of Pain, junto con Ellering, hicieron su debut en el roster principal, derrotando a Heath Slater & Rhyno. Después del combate, Akam y Rezar terminaron su asociación con Ellering alejándolo y dejándolo en el ring mientras regresaban al backstage. En el episodio del 3 de septiembre de Raw, Authors of Pain, ahora bajo el nombre abreviado de «AOP», fueron acompañados al ring por el gerente general de 205 Live, Drake Maverick, quien se anunció como su nuevo manager.
En el episodio del 5 de noviembre de Raw, Authors of Pain derrotaron a Seth Rollins en una handicap match para ganar el Campeonato en Parejas de Raw por primera vez. Luego derrotaron a los Campeones en Parejas de SmackDown, The Bar (Cesaro & Sheamus), en una lucha entre marcas de Campeón contra Campeón en Survivor Series. Perdieron los títulos ante Bobby Roode & Chad Gable en el episodio del 10 de diciembre de Raw. En enero de 2019, Akam sufrió una lesión en la pierna no especificada que, según los informes, lo mantendría fuera durante «al menos unos meses». Se le permitiría volver a la acción en mayo, sin embargo, el equipo aún no ha regresado a la acción. Él y Rezar regresaron a la acción en Super ShowDown el 7 de junio de 2019.
En septiembre de 2019, AOP comenzó a aparecer en viñetas, advirtiendo de su regreso. Durante el Draft de la WWE de 2019 en octubre, AOP no fue transferido, se convirtió en agente libre y pudo elegir con qué marca firmar. Tres días después de la conclusión del draft, AOP firmó con Raw, permaneciendo en la marca. Luego, comenzaron a aliarse con Seth Rollins después de que ayudaron a derrotar a Kevin Owens en el Raw después de Survivor Series. En marzo de 2020, se informó que Rezar sufrió una lesión en el bíceps, por lo que el equipo hizo una pausa. Akam fue visto por última vez en la WWE en la grabación de Main Event del 1 de abril, donde acompañó a Murphy al ring para un combate. El 4 de septiembre de 2020, AOP fue liberado de sus contratos con la WWE.

### Circuito independiente (2020-2022)
En mayo de 2022, Sunny Dhinsa y Gzim Selmani, ahora conocidos como Legion of Pain, anunciaron el lanzamiento de su promoción de lucha libre profesional, Wrestling Entertainment Series (WES).

### Regreso a WWE (2022-2025)
Según un informe de Sean Ross Sapp de Fightful del 30 de agosto de 2023, Authors of Pain habían vuelto a firmar con la WWE en 2022 antes del regreso de Vince McMahon como presidente en enero de 2023 y estaban en la lista de viajes interna a partir de mayo de 2023.
Durante el episodio del 22 de diciembre de 2023 de SmackDown, Karrion Kross mostró en una viñeta a Akam y Rezar para unirse a él y están programados para regresar en las próximas semanas.
En SmackDown: New Year's Revolution, Akam, junto con Rezar y Paul Ellering hicieron su regreso televisado y ayudaron a Karrion Kross y Scarlett a atacar a Bobby Lashley y The Street Profits (Angelo Dawkins & Montez Ford), confirmando su alianza en el proceso.
El 7 de febrero de 2025, Akam fue liberado de su contrato por WWE.

## Campeonatos y logros
- WWE
  - NXT Tag Team Championship (1 vez) - con Rezar
  - Raw Tag Team Championship (1 vez) - con Rezar
  - Dusty Rhodes Tag Team Classic (Segundos ganadores) - con Rezar.

- Pro Wrestling Illustrated
  - PWI lo clasificó en el #204 de los 500 mejores luchadores individuales en el PWI 500 en el 2017[24]